# Un matrimonio (film 1978)
Un matrimonio (A Wedding) è un film del 1978 diretto da Robert Altman.

## Trama
In una qualche località del Michigan si svolgono le nozze tra Dino Corelli, rampollo, in linea materna, degli Sloan, un'antica famiglia imprenditoriale della zona, e Muffin Brenner, figlia di un neo-arricchito nel settore dei trasporti. Mentre l’anziano prelato di famiglia arranca, incespicando su formule e riti, verso la fine della cerimonia, l'anziana Nettie muore sul letto di malattia. Il dottore di famiglia, Jules Meecham, ne informa solo il figlio di Nettie, nonché padre dello sposo, Luigi Corelli, che per non turbare gli invitati decide di tenerli all'oscuro.
Iniziano così i festeggiamenti, sotto la direzione della signorina Rita Billingsley che conduce gli invitati attraverso le varie fasi del rito: dal carnet dei balli, alla consegna dei doni, sino al lancio del mazzetto della sposa. Il tutto avviene sotto le attenzioni di un servizio di sorveglianza, reso inutile dalla presenza di un solo invitato e di una troupe incaricata di riprendere l'evento. Intanto, l'alcolizzato dottor Meecham si prodiga a soccorrere vittime di malori e a fornire di cocaina la psicolabile Regina Sloan Corelli, madre dello sposo. Il vecchio arcivescovo irrompe nella stanza di Nettie e sotto gli occhi dell'infermiera, le somministra un lungo sermoncino, senza accorgersi che la destinataria è ormai trapassata. L'eccentrica sorella di Nettie proclama le sue opinioni socialiste; il collezionista Goddard, marito di un'altra delle sorelle Sloan, intreccia una tresca con la madre della sposa; i gruppi di parenti si formano e sciolgono.
Poi, le differenze sociali e culturali tra le due famiglie deflagrano alla notizia che Buffy, la pressoché muta sorella della sposa, sarebbe incinta dello sposo, che obietta che la possibilità andrebbe, comunque, ripartita tra i venti compagni del suo corso in accademia militare, che se l'erano spassata con la giovane. Inferociti, i Brenner abbandonano il palazzo. Sulla via del ritorno trovano in fiamme, a seguito di un incidente, la fuoriserie, dono di Luigi Corelli al figlio Dino, e si precipitano a casa Sloan, dove scoprono che gli sposi non sono ancora partiti. Solo Luigi pare dissociarsi.
Un trambusto annuncia l'arrivo di un intruso, bloccato con maniere spicce dalla security. In realtà è Dino, fratello dello stesso Luigi. Anni addietro, nel corso di una vacanza romana, tra Regina Sloan e l'allora cameriere Luigi era scoccata la scintilla. Gli Sloan avevano accondisceso al matrimonio, alla condizione che egli troncasse ogni rapporto con la famiglia. L'arrivo del fratello rappresenterebbe una violazione dell'accordo. Ma è giunto il momento, per il dottor Meecham, di rivelare ciò che, ormai tutti, con l'eccezione dei congiunti più prossimi, conoscono: la vecchia matriarca Nettie è morta. Luigi, dopo aver cresciuto e condotto al matrimonio il figlio, si ritiene ormai sciolto dal patto. Raggiunge il fratello nel parco della villa, dove questi si sta già dando da fare con Buffy, e i due si allontanano insieme.

## Soggetto
L'idea del film pare essersi originata del tutto casualmente sul set di Tre donne. Intervistato da una giornalista texana circa i suoi progetti futuri Altman, afflitto dai postumi di una sbornia, e tutt'altro che in gran forma, se n'era sbarazzato, rispondendo che con la sua troupe se ne sarebbe andato a girare filmini matrimoniali. Riflettendoci, l'argomento matrimonio gli era poi risultato congeniale; aveva sottoposto l'idea ad Alan Ladd jr. della 20th Century Fox che gli aveva dato carta bianca e con John Considine aveva scritto la sceneggiatura originale.
Nel farlo aveva attinto ai ricordi familiari; in particolare alle differenze di milieu sociale e culturale tra la famiglia paterna, originaria del Michigan, di antico insediamento, e divenuta prospera nell'industria del legno (per il ruolo della matriarca Nettie, si era ispirato alla figura di una zia), e quella materna di più recente immigrazione e con origini irlandesi, gallesi e francesi.
Aveva poi raddoppiato il numero dei personaggi, rispetto a Nashville, portandoli a quarantotto e suddividendo equamente la loro caratterizzazione (12 a testa) con John Considine, Allan Nicholls e Pat Resnick, che peraltro interpretavano anch'essi un personaggio, rispettivamente una guardia della security, un cameraman, e una donna addetta anch'essa alla sicurezza. Sul set, poi, agli attori potevano interagire liberamente, creando nuovi intrecci e relazioni tra i caratteri.

## Interpreti
Anche le scelte in materia di cast furono in continuità con Tre donne. Ma, mentre alcuni attori, tra cui John Cromwell e Ruth Nelson rimasero, l'indisponibilità di Sissy Spacek e Shelley Duvall impose la loro sostituzione con Mia Farrow e Pam Dawber. Il ruolo dell'italiano Luigi Corelli, assegnato a Vittorio Gassman, era stato inizialmente ritagliato su Ben Gazzara, che aveva assistito alle riprese di Tre donne, in cui la moglie Janice Rule interpretava il ruolo di Willie Hart.. Tra i tanti interpreti, si segnalano anche le presenze di Carol Burnett, Dina Merril, Geraldine Chaplin, Gigi Proietti, Howard Duff, Viveca Lindfords e della veterana Lillian Gish, in una delle sue ultime apparizioni sul grande schermo.

## Set
Il film fu quasi interamente girato a Lake Bluff, sul Lago Michigan in una villa degli anni trenta, cui non fu apportata alcuna modifica, con l'eccezione della taverna, fatta costruire da Luigi Corelli in ricordo delle proprie origini italiane.

## Critica
In sede critica si è sottolineata l'affinità con Nashville nell'assenza di uno sviluppo lineare della narrazione, sostituito da una circolarità del racconto, caratterizzato da rapporti “multipli e simultanei“ tra i protagonisti. In questo film, anzi, tale tendenza risulta addirittura accentuata, in quanto, in Nashville, l'intreccio trovava una pur qualche soluzione nel concerto e nella sparatoria finale. Qui invece, quello che dovrebbe essere l'evento risolutivo, la morte dei due sposi nell'incidente, si traduce in una beffa del regista nei confronti del pubblico:
Nell'assenza di una direzione logico-temporale della narrazione, in cui al pubblico viene affidato un ruolo di testimone attivo che indirizza il suo interesse e la sua attenzione, scegliendo tra vari intrecci e situazioni, si è individuato un debito del regista nei confronti dell'avanguardia teatrale americana.
Riserve si sono registrate, nella critica, sull'assunto sociologico alla base del contrasto tra le due famiglie, sugli snobismi tra vecchi e nuovi ricchi, tra Old Money e New Money, come si esprime Vincent Carnby; un quadro sociale poco veritiero dell'America in cui il film è ambientato, e tale da inficiarne la credibilità.